# Rembrandt: A Self-Portrait
Rembrandt: A Self-Portrait è un documentario del 1954 diretto da Morrie Roizman e basato sulla vita del pittore olandese Rembrandt Harmenszoon Van Rijn.

## Riconoscimenti
- 1955 - Premio Oscar
  - Candidatura miglior Documentario cortometraggio (Morrie Roizman)